# Tricalysia ledermannii
Tricalysia ledermannii är en måreväxtart som beskrevs av Kurt Krause. Tricalysia ledermannii ingår i släktet Tricalysia och familjen måreväxter.
Artens utbredningsområde är Kamerun. Inga underarter finns listade i Catalogue of Life.